# Jiang Rong
Jiang Rong (cinese tradizionale:姜戎; pinyin: Jiāng Róng), pseudonimo di Lü Jiamin (cinese tradizionale: 呂嘉民; pinyin: Lǚ Jiāmín) (Jiangsu, 1946), è uno scrittore cinese.

## Biografia
Lü Jiamin è nato nel 1946 nella provincia di Jiangsu e si è trasferito con la famiglia a Pechino nel 1957.
Etichettato a 18 anni "controrivoluzionario" per un saggio scritto nel 1964, si è arruolato tra le file delle Guardie rosse nel biennio '66-'67 partecipando al saccheggio di libri ritenuti proibiti, salvo poi trattenere alcuni romanzi per sé spinto dalla passione per la letteratura.
Partito volontario per la Mongolia Interna, vi è rimasto per 11 anni conducendo un'esistenza nomade e, tornato in Cina, ha partecipato attivamente alla Primavera di Pechino nel 1978 sfuggendo alla pena capitale e successivamente ha preso parte alla Protesta di piazza Tienanmen nel 1989 e ha dovuto scontare 18 mesi di carcere.
Nel 2004 ha esordito nella letteratura con Il totem del lupo, romanzo scritto con lo pseudonimo di Jiang Rong ambientato in Mongolia durante la Grande rivoluzione culturale basato su esperienze autobiografiche divenuto ben presto un bestseller in Cina premiato con il prestigioso Man Asian Literary Prize nel 2007.
Professore di storia all'Università di Pechino, è sposato con la romanziera connazionale Zhang Kangkang.

## Opere tradotte in italiano

### Romanzi
- Il totem del lupo (Lang tu teng, 2004), Milano, Mondadori, 2006 traduzione di Maria Gottardo e Monica Morzenti ISBN 88-04-56057-6.

## Adattamenti cinematografici
- L'ultimo lupo (Wolf Totem), regia di Jean-Jacques Annaud (2015)

## Premi e riconoscimenti
- Man Asian Literary Prize: 2007 vincitore con Il totem del lupo